# آلن مانک هاوس
آلن مانک هاوس (انگلیسی: Alan Monkhouse; ۲۳ اکتبر ۱۹۳۰ – ۱۹۹۲ (۶۱−۶۲ سال)) بازیکن فوتبال اهل بریتانیا بود.
از باشگاه‌هایی که در آن بازی کرده‌است می‌توان به باشگاه فوتبال نیوکاسل یونایتد، باشگاه فوتبال یورک سیتی، باشگاه فوتبال میلوال، و باشگاه فوتبال ساوت شیلدز اشاره کرد.